# بیچمپ، ول دواز
بیچمپ (به فرانسوی: Beauchamp) یک کمون (فرانسه) در فرانسه است که در Seine-et-Oise واقع شده‌است. بیچمپ ۳٫۰۲ کیلومتر مربع مساحت دارد.